# Đôn Từ Hoàng thái phi
Đôn Từ Hoàng thái phi (chữ Hán: 惇慈皇太妃; ? – 1347), người họ Lê, không rõ tên húy, còn được gọi là Quang Hiến Thần phi (光憲宸妃), là một thứ phi của vua Trần Minh Tông và là mẹ sinh của vua Trần Duệ Tông trong lịch sử Việt Nam.

## Xuất thân
Đôn Từ Thái phi là một người chị em trong họ với Minh Từ Hoàng thái phi (một thứ phi khác của Minh Tông), vì vậy bà có thể là người ở Giáp Sơn (nay thuộc thị xã Kinh Môn, tỉnh Hải Dương) như bà Minh Từ. Không rõ tên cha mẹ của bà. Cả hai bà Minh Từ và Đôn Từ đều là vai cô của Hồ Quý Ly.

## Truy tặng Thái phi
Lê Thái phi nhập cung được Minh Tông phong làm Sung viên (充媛), liệt vào bậc Cung tần, xếp dưới cả bậc Phu nhân (夫人). Bà sinh được một hoàng tử là Trần Kính (1337), tức vua Trần Duệ Tông sau này.
Năm Thiệu Phong thứ 7 (1347) đời vua Trần Dụ Tông, tháng 8 (âm lịch), Lê Sung viên qua đời. Hoàng tử Kính khi đó mới 11 tuổi.
Năm Thiệu Khánh thứ 2 (1371), tháng 4, vua Trần Nghệ Tông lập hoàng đệ Kính làm Thái tử. Tháng chạp cùng năm, vua gia tặng cho bà Sung viên là mẹ Thái tử làm Quang Hiến Thần phi (光憲宸妃), xếp thứ ba trong hậu cung (sau Hoàng hậu và Nguyên phi).
Năm sau (1372), tháng 11, thái tử Kính lên ngôi, truy tôn mẹ mình làm Đôn Từ Hoàng thái phi (惇慈皇太妃).